# Видал-Рамус
Видал-Рамус (порт. Vidal Ramos)  —  муниципалитет в Бразилии, входит в штат Санта-Катарина. Составная часть мезорегиона Вали-ду-Итажаи. Входит в экономико-статистический  микрорегион Итупоранга. Население составляет 5841 человек на 2006 год. Занимает площадь 339,068 км². Плотность населения - 17,2 чел./км².

## История
Город основан 17 февраля 1957 года.

## Статистика
- Валовой внутренний продукт на 2003 составляет 51.161.625,00 реалов (данные: Бразильский институт географии и статистики).
- Валовой внутренний продукт на душу населения на 2003 составляет 8.467,66 реалов (данные: Бразильский институт географии и статистики).
- Индекс развития человеческого потенциала на 2000 составляет 0,766 (данные: Программа развития ООН).

## География
Климат местности: субтропический.